# James Grieve (manzana)
James Grieve es una  variedad cultivar de manzano (Malus domestica).
Criado por James Grieve en Edimburgo, Escocia y presentado por sus empleadores, los viveristas de Dickson. Se registró por primera vez en 1893. Recibió el Premio al Mérito en 1897 y el Certificado de Primera Clase en 1906 de la Royal Horticultural Society. Las frutas tienen una carne bastante suave pero muy jugosa con un buen sabor refrescante.

## Sinónimos
- "Dzems Griw",
- "Grieve",
- "Jems Griv".[4]

## Historia

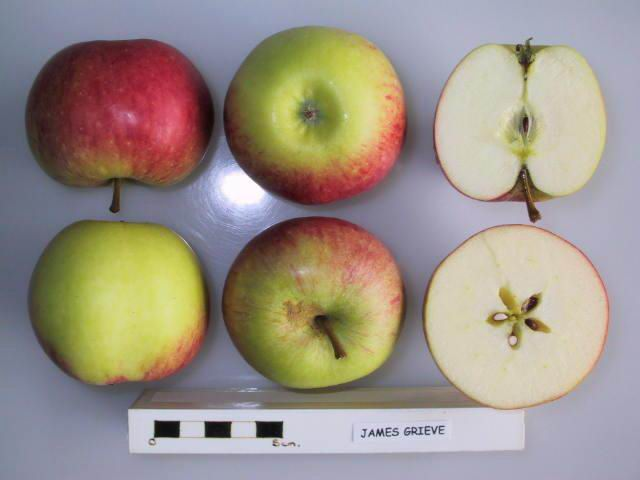
La Manzana 'James Grieve' seccionada.

'James Grieve' es una variedad de manzana, desarrollada a finales de 1800 por James Grieve de Edimburgo (Escocia) mediante la polinización cruzada de Potts' Seedling] con Cox's Orange Pippin. Fue introducido en 1893 por "Dickson's Nursery" y recibió el Premio al Mérito de la Royal Horticultural Society en 1897 seguido de un Certificado de Primera Clase en 1906.
'James Grieve' se cultiva en la National Fruit Collection con el número de accesión: 1974-349 y Accession name: James Grieve.

## Características
'James Grieve' árbol de extensión vertical, de vigor moderado. Portador de espuelas. Tolera las heladas tardías. Tiene un tiempo de floración que comienza a partir del 5 de mayo con el 10% de floración, para el 10 de mayo tiene una floración completa (80%), y para el 18 de mayo tiene un 90% caída de pétalos.
'James Grieve' tiene una talla de fruto es mediano; forma globoso cónica; con nervaduras medio débiles, corona débil; epidermis con color de fondo amarillo, con sobre color rojo en una cantidad de color superior bajo-media, con sobre patrón de color rayado / moteado, rayas rojas en la cara expuesta al sol y tiene un brillo satinado, "russeting" (pardeamiento áspero superficial que presentan algunas variedades) bajo; pedúnculo moderadamente largo y delgado, colocado en una cavidad profunda, ancha y muy rojiza; cáliz pequeño y cerrado, ubicado en una cuenca poco profunda y ligeramente plisada. Una vez madura, la superficie de la piel tiene una sensación muy grasa; pulpa de color blanco cremoso, de grano fino y suave cuando está madura, muy parecida a la de una pera Anjou; sabor que tiende a ser afilado, pero se endulzará y se volverá más suave con una o dos semanas de almacenamiento. Mantiene su forma cuando se cocina. La fruta se magulla fácilmente.
Su tiempo de recogida de cosecha se inicia a principios de septiembre. Necesita uno o dos semanas de almacenamiento para desarrollar su textura y aroma finos y perder parte de su amargor.

## Progenie
'James Grieve'  es el Parental-Madre de las variedades de manzanas:
- 'Saint Ailred'
- 'Balder'
- 'Lord Lambourne'
- 'Greensleeves'
- 'Katja'
- 'Elton Beauty'

'James Grieve'  es el Parental-Padre de las variedades de manzanas:
- 'Jamba 69'
- 'Ruzena Blahova'
- 'Eva Lotta'

'James Grieve'  a producido desportes dando lugar a las variedades de manzanas:
- 'Erich Neumanns Roter James Grieve'
- 'Redcoat Grieve'
- 'James Grieve Lired'

## Usos
Una buena manzana fresca cuando está completamente madura. La fruta que no ha madurado completamente en árboles es excelente para hornear y jugo de manzana.
La mayoría de las veces, el 'James Grieve' vendido en los mercados es en realidad la mutación 'James Grieve Red' porque el color es más atractivo para los consumidores. No hay diferencia apreciable en el sabor y la textura entre los dos.

## Ploidismo
Autofértil pero produce mejor en la proximidad de una fuente adecuada de polen. Grupo de polinización: C Día10

## Susceptibilidades
- Sarna del manzano: ataque débil
- Fuego bacteriano: ataque fuerte
- Chancro del manzano: ataque débil[6]